# Anna Pieri Brignole Sale
Pour les autres membres de la famille, voir Famille Brignole.
Pour les articles homonymes, voir Brignole.
Anna Pieri Brignole Sale (1765-1815), noble génoise originaire de Sienne, épouse de Anton III Giulio Brignole Sale, fils du doge Rodolfo Giulio Brignole Sale, s'est distinguée durant l'Ancien Régime à Gênes par la magnificence de sa vie mondaine, qui animait l'atmosphère de « La Superbe » (Gênes) de la fin du XVIIIe siècle par ses fêtes grandioses organisées à Albaro et Nervi ainsi que par son théâtre de Voltri, le plus ancien de Ligurie. Sous l'empire, comtesse intrigante très liée à Talleyrand, elle anima avec panache la cour impériale. Elle était par ailleurs la belle-sœur de la princesse de Condé.

## Biographie
Avec l'ascension de Napoléon, Anna devint une fervente bonapartiste et le Palazzo Rosso réunit artistes et intellectuels animés des mêmes idées progressistes et philofrançaises. Deux splendides portraits l'ont immortalisée dans la galerie du Palazzo Rosso, annonçant la plus innovante et aussi la plus transgressive mode du temps.
À l'occasion de la visite de l'empereur Napoléon Ier à Gênes, elle devient dame du palais de l'impératrice Marie-Louise et va habiter, avec son fils Anton Brignole Sale, à Paris. Écrivant beaucoup et correspondant avec de nombreux hommes politiques importants de son époque, Anna Pieri se distingue toujours par son intelligence, sa culture et son élégance.
Charles-François Lebrun, archi-chancelier, duc de Plaissance et ex-troisième consul s'éprit d'elle et projeta de l'épouser. Le mariage ne se fit point à cause de l'intervention du fils aîné de Lebrun qui demanda à l'empereur de s'y opposer. En effet comme le constatera Napoléon lui-même, madame de Brignole aimait sentir la puissance de ses charmes. Ainsi à Versailles, l'empereur la convia dans sa calèche afin d'entendre parler de Gênes avant l'empire. Madame de Brignole crut faussement à cause de cela que l'empereur était épris d'elle. Ce n'était pas le cas. L'affaire amusa quelque peu l'empereur qui s'en ouvrira, à Sainte-Hélène, au général baron Gourgaud.
Si cette femme vraiment extraordinaire, comme le dira un haut dignitaire de la cour pontificale, se mêla de politique, ce n'est pas uniquement par goût de l'intrigue mais surtout car elle pouvait se révéler un intermédiaire efficace entre les princes de l'ancien régime et ceux du nouveau. Bru d’un doge, belle-sœur de la princesse de Condé dont la fortune (celle des Brignole Sale) finance l’émigration, Anna Brignole Sale est de plus la nièce du cardinal Ercole Consalvi, le plus proche et puissant collaborateur du pape Pie VII. C’est à cause de cette relation qu’en 1813, Napoléon lui confia la délicate mission de négocier la réconciliation du souverain pontife et de l’empereur en vue d’un second concordat. Le pape était alors retenu en forêt de Fontainebleau, il venait tout juste de quitter sa prison de Savone et son geôlier n’y avait été que le préfet, Antoine Brignole Sale, le propre fils de Anna Brignole Sale !
À la chute de Napoléon et son exil à l'île d'Elbe, Anna n'abandonne pas sa foi bonapartiste et elle suit Marie-Louise en Autriche où elle tente de la convaincre de demeurer fidèle à son époux. De plus elle console l'impératrice dans les moments difficiles. Mais ses efforts sont vains, dans cette cour toujours plus hostile à Napoléon et suspicieuse à l'égard de cette femme indomptable (et dont le fils est ministre « plénipotentiaire » au Congrès de Vienne).
Anna se voit dès lors surveillée par la police secrète. Elle meurt au château de Schönbrunn à l'âge de 50 ans, dans des circonstances mystérieuses.
Elle appartient à la famille Brignole.

## Postérité
- Ridolfo Brignole Sale (1784 † 1832), évêque titulaire d'Assuras (de) (in partibus infidelium), bénéficie de la protection du pape Pie VII qui affectionnait beaucoup les Brignole Sale ;
- Antonio (1786-1863), qui servira l'Empire français, Gênes puis le royaume de Sardaigne qu'il représentera partout en Europe et notamment à Paris sous la monarchie de Juillet. Il mourut à Gênes en 1863.
- Marie Pellegrine Thérèse (3 mai 1790 Gênes † 29 novembre 1865 Villa Marescalchi, Tizzano, Italie), dame du palais de l'Impératrice Marie Louise (1810-1814), mariée, le 27 février 1808 à Paris, avec Emmerich Joseph de Dalberg (1773-1833), duc de Dalberg, orateur de la France au congrès de Vienne, dont postérité ;
- Caterina Angela Maria (1792-17 mars 1882), mariée, le 8 mai 1811 à Paris, avec Carlo Alfonso Marcello[3], 2e comte Marescalchi (1782-1868), chambellan du vice-roi d'Italie, d'une des premières familles de Bologne, fils de Ferdinando Marescalchi (haut dirigeant du royaume d'Italie (1805-1814) et lui aussi présent au congrès de Vienne), dont postérité ;

Anna Brignole Sale est de plus la grand-mère de la duchesse de Galliera, grande philanthrope, bien connue des Parisiens et de Luisa Melzi d'Eril.

## Armoiries
| Figure | Blasonnement |
|        | Armes de la famille Pieri-Serriciardi D'azur, au lion d'or, tenant de ses pattes une bannière d'argent ch. d'une croix de gueules. |
|        | Armes de la famille Brignole D'azur à un pin [alias un prunier] fruité de sinople, terrassé du même, senestré d'un lion de gueules, couronné, rampant contre le fût. Casque avec lambrequins. Armes parlantes (« brignole » en génois/ligure = prune (fruit).). |
|        | Armes de la « Marquise de Groppoli » Parti de Brignole et de Pieri. |
|        | Armes de la comtesse Brignole-Sale et de l'Empire (titre de comtesse accordé à Anne, Marie, Gasparde, Vincente Pieri, veuve du sieur Brignole Sale, par décret du 3 décembre 1809 (lettres patentes du 11 juin 1810, Saint-Cloud). Ecartelé, au premier et quatrième d'azur à l'arbre de sinople terrassé du même, [senestré] d'un lion contre rampant de gueules ; au deuxième d'or au lion de gueules tenant une croix haussée du même en pal ; au troisième d'azur à la fasce d'argent chargée de trois roses de gueules, sommée d'un griffon naissant d'or, armé d'une épée de sable et soutenue d'une molette d'argent. Sur le tout d'azur au signe distinctif des comtesses attachées à notre maison. - Livrées : bleu, blanc, jaune, rouge et verd, le verd en bordure seulement. |